# Lista di asteroidi (273001-274000)
Di seguito una lista di asteroidi dal numero 273001 al 274000 con data di scoperta e scopritore.

## 273001-273100
| Nome     | Designazione provvisoria | Data di scoperta | Scopritore               |
| -------- | ------------------------ | ---------------- | ------------------------ |
| 273001 - | 2006 DJ68                | 23 febbraio 2006 | LONEOS                   |
| 273002 - | 2006 DL69                | 20 febbraio 2006 | Spacewatch               |
| 273003 - | 2006 DU71                | 21 febbraio 2006 | Mt. Lemmon Survey        |
| 273004 - | 2006 DL73                | 22 febbraio 2006 | Mt. Lemmon Survey        |
| 273005 - | 2006 DU74                | 24 febbraio 2006 | Spacewatch               |
| 273006 - | 2006 DF78                | 24 febbraio 2006 | Spacewatch               |
| 273007 - | 2006 DV78                | 24 febbraio 2006 | Spacewatch               |
| 273008 - | 2006 DO79                | 24 febbraio 2006 | Spacewatch               |
| 273009 - | 2006 DT81                | 24 febbraio 2006 | Spacewatch               |
| 273010 - | 2006 DD82                | 24 febbraio 2006 | Spacewatch               |
| 273011 - | 2006 DL82                | 24 febbraio 2006 | Spacewatch               |
| 273012 - | 2006 DQ82                | 24 febbraio 2006 | Spacewatch               |
| 273013 - | 2006 DT83                | 13 ottobre 1994  | Spacewatch               |
| 273014 - | 2006 DB86                | 24 febbraio 2006 | Spacewatch               |
| 273015 - | 2006 DD86                | 24 febbraio 2006 | Spacewatch               |
| 273016 - | 2006 DA87                | 24 febbraio 2006 | Spacewatch               |
| 273017 - | 2006 DF87                | 24 febbraio 2006 | Spacewatch               |
| 273018 - | 2006 DF90                | 24 febbraio 2006 | Spacewatch               |
| 273019 - | 2006 DE91                | 24 febbraio 2006 | Mt. Lemmon Survey        |
| 273020 - | 2006 DF94                | 24 febbraio 2006 | Spacewatch               |
| 273021 - | 2006 DN97                | 24 febbraio 2006 | Spacewatch               |
| 273022 - | 2006 DJ98                | 25 febbraio 2006 | Spacewatch               |
| 273023 - | 2006 DO98                | 25 febbraio 2006 | Spacewatch               |
| 273024 - | 2006 DL101               | 25 febbraio 2006 | Spacewatch               |
| 273025 - | 2006 DL107               | 25 febbraio 2006 | Spacewatch               |
| 273026 - | 2006 DW111               | 27 febbraio 2006 | Mt. Lemmon Survey        |
| 273027 - | 2006 DG112               | 27 febbraio 2006 | Mt. Lemmon Survey        |
| 273028 - | 2006 DP112               | 27 febbraio 2006 | Mt. Lemmon Survey        |
| 273029 - | 2006 DJ113               | 27 febbraio 2006 | Spacewatch               |
| 273030 - | 2006 DC114               | 27 febbraio 2006 | LINEAR                   |
| 273031 - | 2006 DD117               | 27 febbraio 2006 | Spacewatch               |
| 273032 - | 2006 DK118               | 27 febbraio 2006 | Spacewatch               |
| 273033 - | 2006 DC120               | 20 febbraio 2006 | CSS                      |
| 273034 - | 2006 DF122               | 23 febbraio 2006 | LONEOS                   |
| 273035 - | 2006 DZ124               | 25 febbraio 2006 | Spacewatch               |
| 273036 - | 2006 DV125               | 25 febbraio 2006 | Spacewatch               |
| 273037 - | 2006 DG128               | 25 febbraio 2006 | Mt. Lemmon Survey        |
| 273038 - | 2006 DK128               | 25 febbraio 2006 | Spacewatch               |
| 273039 - | 2006 DE132               | 25 febbraio 2006 | Spacewatch               |
| 273040 - | 2006 DN132               | 25 febbraio 2006 | Spacewatch               |
| 273041 - | 2006 DU133               | 25 febbraio 2006 | Spacewatch               |
| 273042 - | 2006 DG137               | 25 febbraio 2006 | Spacewatch               |
| 273043 - | 2006 DL137               | 25 febbraio 2006 | Spacewatch               |
| 273044 - | 2006 DN138               | 25 febbraio 2006 | Spacewatch               |
| 273045 - | 2006 DX138               | 25 febbraio 2006 | Spacewatch               |
| 273046 - | 2006 DE139               | 25 febbraio 2006 | Spacewatch               |
| 273047 - | 2006 DP141               | 25 febbraio 2006 | Spacewatch               |
| 273048 - | 2006 DW142               | 25 febbraio 2006 | Spacewatch               |
| 273049 - | 2006 DC145               | 25 febbraio 2006 | Mt. Lemmon Survey        |
| 273050 - | 2006 DR157               | 27 febbraio 2006 | Spacewatch               |
| 273051 - | 2006 DV158               | 27 febbraio 2006 | Spacewatch               |
| 273052 - | 2006 DK161               | 27 febbraio 2006 | Spacewatch               |
| 273053 - | 2006 DG164               | 27 febbraio 2006 | Mt. Lemmon Survey        |
| 273054 - | 2006 DF165               | 27 febbraio 2006 | Spacewatch               |
| 273055 - | 2006 DJ173               | 27 febbraio 2006 | Spacewatch               |
| 273056 - | 2006 DS173               | 27 febbraio 2006 | Spacewatch               |
| 273057 - | 2006 DU173               | 27 febbraio 2006 | Spacewatch               |
| 273058 - | 2006 DP177               | 27 febbraio 2006 | Mt. Lemmon Survey        |
| 273059 - | 2006 DF178               | 27 febbraio 2006 | Mt. Lemmon Survey        |
| 273060 - | 2006 DM178               | 27 febbraio 2006 | Mt. Lemmon Survey        |
| 273061 - | 2006 DT185               | 24 ottobre 2003  | Sloan Digital Sky Survey |
| 273062 - | 2006 DQ186               | 27 febbraio 2006 | Spacewatch               |
| 273063 - | 2006 DC190               | 27 febbraio 2006 | Spacewatch               |
| 273064 - | 2006 DM190               | 27 febbraio 2006 | Spacewatch               |
| 273065 - | 2006 DD191               | 27 febbraio 2006 | Spacewatch               |
| 273066 - | 2006 DY192               | 27 febbraio 2006 | Spacewatch               |
| 273067 - | 2006 DR195               | 20 febbraio 2006 | CSS                      |
| 273068 - | 2006 DD197               | 24 febbraio 2006 | CSS                      |
| 273069 - | 2006 DE197               | 24 febbraio 2006 | CSS                      |
| 273070 - | 2006 DO212               | 24 febbraio 2006 | Spacewatch               |
| 273071 - | 2006 DV212               | 24 febbraio 2006 | Spacewatch               |
| 273072 - | 2006 DW214               | 20 febbraio 2006 | Spacewatch               |
| 273073 - | 2006 DF215               | 22 febbraio 2006 | LONEOS                   |
| 273074 - | 2006 DG215               | 24 febbraio 2006 | Spacewatch               |
| 273075 - | 2006 EX1                 | 3 marzo 2006     | Nyukasa                  |
| 273076 - | 2006 EQ3                 | 2 marzo 2006     | Spacewatch               |
| 273077 - | 2006 ED4                 | 2 marzo 2006     | Spacewatch               |
| 273078 - | 2006 EG7                 | 2 marzo 2006     | Spacewatch               |
| 273079 - | 2006 EL9                 | 2 marzo 2006     | Spacewatch               |
| 273080 - | 2006 EC10                | 2 marzo 2006     | Spacewatch               |
| 273081 - | 2006 EP14                | 2 marzo 2006     | Spacewatch               |
| 273082 - | 2006 EZ14                | 2 marzo 2006     | Spacewatch               |
| 273083 - | 2006 EG19                | 2 marzo 2006     | Spacewatch               |
| 273084 - | 2006 EF20                | 3 marzo 2006     | Spacewatch               |
| 273085 - | 2006 EU21                | 3 marzo 2006     | Spacewatch               |
| 273086 - | 2006 EE22                | 3 marzo 2006     | Spacewatch               |
| 273087 - | 2006 EC23                | 3 marzo 2006     | Spacewatch               |
| 273088 - | 2006 EO24                | 3 marzo 2006     | Spacewatch               |
| 273089 - | 2006 EZ28                | 3 marzo 2006     | Spacewatch               |
| 273090 - | 2006 EX46                | 4 marzo 2006     | Spacewatch               |
| 273091 - | 2006 EX47                | 4 marzo 2006     | Spacewatch               |
| 273092 - | 2006 ES58                | 5 marzo 2006     | Spacewatch               |
| 273093 - | 2006 ET58                | 5 marzo 2006     | Spacewatch               |
| 273094 - | 2006 ES63                | 5 marzo 2006     | Spacewatch               |
| 273095 - | 2006 EG66                | 5 marzo 2006     | Spacewatch               |
| 273096 - | 2006 ET71                | 4 marzo 2006     | Spacewatch               |
| 273097 - | 2006 FE1                 | 21 marzo 2006    | Mt. Lemmon Survey        |
| 273098 - | 2006 FF5                 | 23 marzo 2006    | Mt. Lemmon Survey        |
| 273099 - | 2006 FH13                | 23 marzo 2006    | Spacewatch               |
| 273100 - | 2006 FK13                | 23 marzo 2006    | Spacewatch               |

## 273101-273200
| Nome     | Designazione provvisoria | Data di scoperta | Scopritore           |
| -------- | ------------------------ | ---------------- | -------------------- |
| 273101 - | 2006 FO15                | 23 marzo 2006    | Mt. Lemmon Survey    |
| 273102 - | 2006 FC16                | 23 marzo 2006    | Mt. Lemmon Survey    |
| 273103 - | 2006 FK20                | 23 marzo 2006    | Mt. Lemmon Survey    |
| 273104 - | 2006 FP20                | 23 marzo 2006    | Spacewatch           |
| 273105 - | 2006 FL23                | 24 marzo 2006    | Spacewatch           |
| 273106 - | 2006 FM26                | 24 marzo 2006    | Mt. Lemmon Survey    |
| 273107 - | 2006 FO26                | 24 marzo 2006    | Mt. Lemmon Survey    |
| 273108 - | 2006 FP28                | 24 marzo 2006    | Mt. Lemmon Survey    |
| 273109 - | 2006 FX28                | 24 marzo 2006    | Mt. Lemmon Survey    |
| 273110 - | 2006 FY29                | 24 marzo 2006    | Mt. Lemmon Survey    |
| 273111 - | 2006 FC30                | 24 marzo 2006    | Mt. Lemmon Survey    |
| 273112 - | 2006 FC32                | 25 marzo 2006    | Spacewatch           |
| 273113 - | 2006 FS32                | 25 marzo 2006    | Spacewatch           |
| 273114 - | 2006 FD35                | 22 marzo 2006    | CSS                  |
| 273115 - | 2006 FH39                | 24 marzo 2006    | Spacewatch           |
| 273116 - | 2006 FC40                | 25 marzo 2006    | Spacewatch           |
| 273117 - | 2006 FP41                | 26 marzo 2006    | Mt. Lemmon Survey    |
| 273118 - | 2006 FD43                | 29 marzo 2006    | Spacewatch           |
| 273119 - | 2006 FO53                | 25 marzo 2006    | Spacewatch           |
| 273120 - | 2006 FX53                | 25 marzo 2006    | Spacewatch           |
| 273121 - | 2006 FD54                | 23 marzo 2006    | Mt. Lemmon Survey    |
| 273122 - | 2006 FL54                | 24 marzo 2006    | Spacewatch           |
| 273123 - | 2006 GL2                 | 2 aprile 2006    | Spacewatch           |
| 273124 - | 2006 GH8                 | 2 aprile 2006    | Spacewatch           |
| 273125 - | 2006 GR11                | 2 aprile 2006    | Spacewatch           |
| 273126 - | 2006 GS16                | 2 aprile 2006    | Spacewatch           |
| 273127 - | 2006 GL17                | 2 aprile 2006    | Spacewatch           |
| 273128 - | 2006 GX18                | 2 aprile 2006    | Spacewatch           |
| 273129 - | 2006 GH21                | 2 aprile 2006    | Mt. Lemmon Survey    |
| 273130 - | 2006 GY25                | 2 aprile 2006    | Spacewatch           |
| 273131 - | 2006 GS30                | 2 aprile 2006    | Mt. Lemmon Survey    |
| 273132 - | 2006 GL32                | 7 aprile 2006    | Spacewatch           |
| 273133 - | 2006 GV42                | 8 aprile 2006    | CSS                  |
| 273134 - | 2006 GR46                | 8 aprile 2006    | Spacewatch           |
| 273135 - | 2006 GF47                | 9 aprile 2006    | Spacewatch           |
| 273136 - | 2006 GW48                | 9 aprile 2006    | Spacewatch           |
| 273137 - | 2006 GF49                | 2 aprile 2006    | LONEOS               |
| 273138 - | 2006 HR                  | 18 aprile 2006   | Spacewatch           |
| 273139 - | 2006 HZ7                 | 18 aprile 2006   | Spacewatch           |
| 273140 - | 2006 HB13                | 19 aprile 2006   | Spacewatch           |
| 273141 - | 2006 HO13                | 19 aprile 2006   | NEAT                 |
| 273142 - | 2006 HZ13                | 19 aprile 2006   | Mt. Lemmon Survey    |
| 273143 - | 2006 HM19                | 18 aprile 2006   | Spacewatch           |
| 273144 - | 2006 HH20                | 19 aprile 2006   | Mt. Lemmon Survey    |
| 273145 - | 2006 HW21                | 20 aprile 2006   | Spacewatch           |
| 273146 - | 2006 HV23                | 20 aprile 2006   | Spacewatch           |
| 273147 - | 2006 HO28                | 20 aprile 2006   | Spacewatch           |
| 273148 - | 2006 HL29                | 21 aprile 2006   | CSS                  |
| 273149 - | 2006 HN29                | 23 aprile 2006   | LINEAR               |
| 273150 - | 2006 HW31                | 19 aprile 2006   | Spacewatch           |
| 273151 - | 2006 HA35                | 19 aprile 2006   | Mt. Lemmon Survey    |
| 273152 - | 2006 HN35                | 19 aprile 2006   | CSS                  |
| 273153 - | 2006 HY36                | 21 aprile 2006   | Spacewatch           |
| 273154 - | 2006 HJ38                | 21 aprile 2006   | Spacewatch           |
| 273155 - | 2006 HW40                | 21 aprile 2006   | Spacewatch           |
| 273156 - | 2006 HY40                | 21 aprile 2006   | Spacewatch           |
| 273157 - | 2006 HO43                | 24 aprile 2006   | Mt. Lemmon Survey    |
| 273158 - | 2006 HV45                | 25 aprile 2006   | Spacewatch           |
| 273159 - | 2006 HJ54                | 20 aprile 2006   | CSS                  |
| 273160 - | 2006 HX54                | 21 aprile 2006   | CSS                  |
| 273161 - | 2006 HL59                | 22 aprile 2006   | Siding Spring Survey |
| 273162 - | 2006 HN60                | 26 aprile 2006   | LONEOS               |
| 273163 - | 2006 HX60                | 28 aprile 2006   | LINEAR               |
| 273164 - | 2006 HB61                | 29 aprile 2006   | CSS                  |
| 273165 - | 2006 HO61                | 24 aprile 2006   | Spacewatch           |
| 273166 - | 2006 HA62                | 24 aprile 2006   | Spacewatch           |
| 273167 - | 2006 HB63                | 24 aprile 2006   | Spacewatch           |
| 273168 - | 2006 HH64                | 24 aprile 2006   | Spacewatch           |
| 273169 - | 2006 HS67                | 24 aprile 2006   | Mt. Lemmon Survey    |
| 273170 - | 2006 HW70                | 25 aprile 2006   | Spacewatch           |
| 273171 - | 2006 HO71                | 25 aprile 2006   | Spacewatch           |
| 273172 - | 2006 HM74                | 25 aprile 2006   | Spacewatch           |
| 273173 - | 2006 HQ74                | 25 aprile 2006   | Spacewatch           |
| 273174 - | 2006 HQ75                | 25 aprile 2006   | Spacewatch           |
| 273175 - | 2006 HW75                | 25 aprile 2006   | Spacewatch           |
| 273176 - | 2006 HX79                | 26 aprile 2006   | Spacewatch           |
| 273177 - | 2006 HX80                | 26 aprile 2006   | Spacewatch           |
| 273178 - | 2006 HJ82                | 26 aprile 2006   | Spacewatch           |
| 273179 - | 2006 HZ84                | 26 aprile 2006   | Spacewatch           |
| 273180 - | 2006 HO91                | 29 aprile 2006   | Spacewatch           |
| 273181 - | 2006 HU92                | 29 aprile 2006   | Spacewatch           |
| 273182 - | 2006 HS93                | 29 aprile 2006   | Spacewatch           |
| 273183 - | 2006 HS94                | 30 aprile 2006   | Spacewatch           |
| 273184 - | 2006 HW94                | 30 aprile 2006   | Spacewatch           |
| 273185 - | 2006 HO99                | 30 aprile 2006   | Spacewatch           |
| 273186 - | 2006 HH101               | 30 aprile 2006   | Spacewatch           |
| 273187 - | 2006 HK101               | 30 aprile 2006   | Spacewatch           |
| 273188 - | 2006 HD106               | 30 aprile 2006   | Spacewatch           |
| 273189 - | 2006 HE108               | 30 aprile 2006   | Spacewatch           |
| 273190 - | 2006 HP110               | 30 aprile 2006   | CSS                  |
| 273191 - | 2006 HM116               | 26 aprile 2006   | Spacewatch           |
| 273192 - | 2006 HS119               | 30 aprile 2006   | Spacewatch           |
| 273193 - | 2006 HE121               | 30 aprile 2006   | Spacewatch           |
| 273194 - | 2006 HY130               | 26 aprile 2006   | Buie, M. W.          |
| 273195 - | 2006 HG151               | 30 aprile 2006   | LONEOS               |
| 273196 - | 2006 HO152               | 24 aprile 2006   | Mt. Lemmon Survey    |
| 273197 - | 2006 JQ                  | 2 maggio 2006    | CSS                  |
| 273198 - | 2006 JK4                 | 2 maggio 2006    | Mt. Lemmon Survey    |
| 273199 - | 2006 JA6                 | 3 maggio 2006    | Mt. Lemmon Survey    |
| 273200 - | 2006 JE9                 | 1º maggio 2006   | Spacewatch           |

## 273201-273300
| Nome              | Designazione provvisoria | Data di scoperta  | Scopritore        |
| ----------------- | ------------------------ | ----------------- | ----------------- |
| 273201 -          | 2006 JA11                | 1º maggio 2006    | Spacewatch        |
| 273202 -          | 2006 JO12                | 1º maggio 2006    | Spacewatch        |
| 273203 -          | 2006 JU13                | 3 maggio 2006     | Spacewatch        |
| 273204 -          | 2006 JB15                | 2 maggio 2006     | Mt. Lemmon Survey |
| 273205 -          | 2006 JK15                | 2 maggio 2006     | Mt. Lemmon Survey |
| 273206 -          | 2006 JL16                | 2 maggio 2006     | Spacewatch        |
| 273207 -          | 2006 JM16                | 2 maggio 2006     | Spacewatch        |
| 273208 -          | 2006 JB17                | 2 maggio 2006     | Spacewatch        |
| 273209 -          | 2006 JE18                | 2 maggio 2006     | Mt. Lemmon Survey |
| 273210 -          | 2006 JQ20                | 2 maggio 2006     | Spacewatch        |
| 273211 -          | 2006 JG24                | 4 maggio 2006     | Mt. Lemmon Survey |
| 273212 -          | 2006 JY28                | 3 maggio 2006     | Spacewatch        |
| 273213 -          | 2006 JL29                | 3 maggio 2006     | Spacewatch        |
| 273214 -          | 2006 JP31                | 3 maggio 2006     | Spacewatch        |
| 273215 -          | 2006 JD35                | 4 maggio 2006     | Spacewatch        |
| 273216 -          | 2006 JH36                | 4 maggio 2006     | Spacewatch        |
| 273217 -          | 2006 JJ37                | 5 maggio 2006     | Spacewatch        |
| 273218 -          | 2006 JS37                | 5 maggio 2006     | Mt. Lemmon Survey |
| 273219 -          | 2006 JZ37                | 5 maggio 2006     | LONEOS            |
| 273220 -          | 2006 JV40                | 7 maggio 2006     | Spacewatch        |
| 273221 -          | 2006 JB41                | 7 maggio 2006     | Spacewatch        |
| 273222 -          | 2006 JM47                | 1º maggio 2006    | Spacewatch        |
| 273223 -          | 2006 JZ51                | 3 maggio 2006     | Spacewatch        |
| 273224 -          | 2006 JJ54                | 8 maggio 2006     | Mt. Lemmon Survey |
| 273225 -          | 2006 JE55                | 9 maggio 2006     | Mt. Lemmon Survey |
| 273226 -          | 2006 JX55                | 1º maggio 2006    | CSS               |
| 273227 -          | 2006 JB61                | 2 maggio 2006     | Buie, M. W.       |
| 273228 -          | 2006 JW66                | 1º maggio 2006    | Buie, M. W.       |
| 273229 -          | 2006 JY67                | 1º maggio 2006    | Buie, M. W.       |
| 273230 de Bruyn   | 2006 JU72                | 1º maggio 2006    | Wiegert, P. A.    |
| 273231 -          | 2006 JU80                | 1º maggio 2006    | Spacewatch        |
| 273232 -          | 2006 KN                  | 16 maggio 2006    | NEAT              |
| 273233 -          | 2006 KC1                 | 20 maggio 2006    | Lowe, A.          |
| 273234 -          | 2006 KC12                | 20 maggio 2006    | Spacewatch        |
| 273235 -          | 2006 KQ12                | 20 maggio 2006    | Spacewatch        |
| 273236 -          | 2006 KT14                | 20 maggio 2006    | Spacewatch        |
| 273237 -          | 2006 KN20                | 20 maggio 2006    | LONEOS            |
| 273238 -          | 2006 KX22                | 20 maggio 2006    | Spacewatch        |
| 273239 -          | 2006 KG26                | 20 maggio 2006    | Spacewatch        |
| 273240 -          | 2006 KR26                | 20 maggio 2006    | Spacewatch        |
| 273241 -          | 2006 KH33                | 20 maggio 2006    | Spacewatch        |
| 273242 -          | 2006 KJ38                | 19 maggio 2006    | CSS               |
| 273243 -          | 2006 KT40                | 19 maggio 2006    | Mt. Lemmon Survey |
| 273244 -          | 2006 KG43                | 20 maggio 2006    | Spacewatch        |
| 273245 -          | 2006 KS47                | 21 maggio 2006    | Spacewatch        |
| 273246 -          | 2006 KZ49                | 21 maggio 2006    | Spacewatch        |
| 273247 -          | 2006 KP56                | 22 maggio 2006    | Spacewatch        |
| 273248 -          | 2006 KM66                | 24 maggio 2006    | Mt. Lemmon Survey |
| 273249 -          | 2006 KF67                | 24 maggio 2006    | Mt. Lemmon Survey |
| 273250 -          | 2006 KA73                | 23 maggio 2006    | Spacewatch        |
| 273251 -          | 2006 KQ79                | 25 maggio 2006    | Mt. Lemmon Survey |
| 273252 -          | 2006 KO87                | 24 maggio 2006    | Spacewatch        |
| 273253 -          | 2006 KR94                | 25 maggio 2006    | Spacewatch        |
| 273254 -          | 2006 KU102               | 29 maggio 2006    | Spacewatch        |
| 273255 -          | 2006 KB109               | 31 maggio 2006    | Mt. Lemmon Survey |
| 273256 -          | 2006 KP111               | 31 maggio 2006    | Mt. Lemmon Survey |
| 273257 -          | 2006 KO115               | 29 maggio 2006    | Spacewatch        |
| 273258 -          | 2006 KS115               | 29 maggio 2006    | Spacewatch        |
| 273259 -          | 2006 KV116               | 29 maggio 2006    | Spacewatch        |
| 273260 -          | 2006 KB117               | 29 maggio 2006    | Spacewatch        |
| 273261 -          | 2006 KK118               | 29 maggio 2006    | Broughton, J.     |
| 273262 Cottam     | 2006 KJ142               | 25 maggio 2006    | Wiegert, P. A.    |
| 273263 -          | 2006 KK143               | 18 maggio 2006    | NEAT              |
| 273264 -          | 2006 LW                  | 3 giugno 2006     | Mt. Lemmon Survey |
| 273265 -          | 2006 LU2                 | 5 giugno 2006     | LINEAR            |
| 273266 -          | 2006 LD6                 | 4 giugno 2006     | Mt. Lemmon Survey |
| 273267 -          | 2006 MS                  | 16 giugno 2006    | Spacewatch        |
| 273268 -          | 2006 MM1                 | 18 giugno 2006    | Spacewatch        |
| 273269 -          | 2006 MN2                 | 16 giugno 2006    | Spacewatch        |
| 273270 -          | 2006 MZ5                 | 18 giugno 2006    | Spacewatch        |
| 273271 -          | 2006 OP                  | 17 luglio 2006    | Broughton, J.     |
| 273272 -          | 2006 OU                  | 17 luglio 2006    | LUSS              |
| 273273 Piwowarski | 2006 OR9                 | 24 luglio 2006    | Griesser, M.      |
| 273274 -          | 2006 PV35                | 12 agosto 2006    | NEAT              |
| 273275 -          | 2006 PQ36                | 12 agosto 2006    | NEAT              |
| 273276 -          | 2006 QG64                | 25 agosto 2006    | LINEAR            |
| 273277 -          | 2006 QK73                | 21 agosto 2006    | Spacewatch        |
| 273278 -          | 2006 QD90                | 28 agosto 2006    | CSS               |
| 273279 -          | 2006 QD119               | 28 agosto 2006    | LINEAR            |
| 273280 -          | 2006 QH155               | 18 agosto 2006    | NEAT              |
| 273281 -          | 2006 QD166               | 29 agosto 2006    | CSS               |
| 273282 -          | 2006 QR167               | 30 agosto 2006    | LINEAR            |
| 273283 -          | 2006 RL18                | 14 settembre 2006 | CSS               |
| 273284 -          | 2006 RU24                | 14 settembre 2006 | Spacewatch        |
| 273285 -          | 2006 RD58                | 15 settembre 2006 | Spacewatch        |
| 273286 -          | 2006 RV66                | 14 settembre 2006 | Spacewatch        |
| 273287 -          | 2006 RE86                | 15 settembre 2006 | Spacewatch        |
| 273288 -          | 2006 RY88                | 15 settembre 2006 | Spacewatch        |
| 273289 -          | 2006 RR101               | 14 settembre 2006 | CSS               |
| 273290 -          | 2006 SN12                | 16 settembre 2006 | LONEOS            |
| 273291 -          | 2006 SJ16                | 17 settembre 2006 | Spacewatch        |
| 273292 -          | 2006 SP36                | 17 settembre 2006 | LONEOS            |
| 273293 -          | 2006 SK39                | 18 settembre 2006 | CSS               |
| 273294 -          | 2006 SS70                | 19 settembre 2006 | Spacewatch        |
| 273295 -          | 2006 SO87                | 18 settembre 2006 | Spacewatch        |
| 273296 -          | 2006 SU90                | 18 settembre 2006 | Spacewatch        |
| 273297 -          | 2006 SS92                | 18 settembre 2006 | Spacewatch        |
| 273298 -          | 2006 SD100               | 19 settembre 2006 | Spacewatch        |
| 273299 -          | 2006 SR106               | 19 settembre 2006 | Spacewatch        |
| 273300 -          | 2006 SS108               | 19 settembre 2006 | CSS               |

## 273301-273400
| Nome     | Designazione provvisoria | Data di scoperta  | Scopritore                        |
| -------- | ------------------------ | ----------------- | --------------------------------- |
| 273301 - | 2006 SG112               | 23 settembre 2006 | Spacewatch                        |
| 273302 - | 2006 SS118               | 24 settembre 2006 | Healy, D.                         |
| 273303 - | 2006 SL141               | 25 settembre 2006 | LONEOS                            |
| 273304 - | 2006 SQ148               | 19 settembre 2006 | Spacewatch                        |
| 273305 - | 2006 SN183               | 25 settembre 2006 | Mt. Lemmon Survey                 |
| 273306 - | 2006 SZ186               | 25 settembre 2006 | Mt. Lemmon Survey                 |
| 273307 - | 2006 SL201               | 24 settembre 2006 | Spacewatch                        |
| 273308 - | 2006 ST213               | 27 settembre 2006 | LINEAR                            |
| 273309 - | 2006 ST258               | 26 settembre 2006 | Spacewatch                        |
| 273310 - | 2006 SG267               | 26 settembre 2006 | Spacewatch                        |
| 273311 - | 2006 SM267               | 26 settembre 2006 | Spacewatch                        |
| 273312 - | 2006 SN274               | 27 settembre 2006 | Mt. Lemmon Survey                 |
| 273313 - | 2006 SX274               | 27 settembre 2006 | Mt. Lemmon Survey                 |
| 273314 - | 2006 SS355               | 30 settembre 2006 | CSS                               |
| 273315 - | 2006 ST356               | 30 settembre 2006 | CSS                               |
| 273316 - | 2006 SD391               | 17 settembre 2006 | Spacewatch                        |
| 273317 - | 2006 SP404               | 30 settembre 2006 | Mt. Lemmon Survey                 |
| 273318 - | 2006 SR409               | 18 settembre 2006 | Spacewatch                        |
| 273319 - | 2006 TW2                 | 2 ottobre 2006    | Mt. Lemmon Survey                 |
| 273320 - | 2006 TU20                | 11 ottobre 2006   | Spacewatch                        |
| 273321 - | 2006 TZ20                | 11 ottobre 2006   | Spacewatch                        |
| 273322 - | 2006 TQ21                | 11 ottobre 2006   | NEAT                              |
| 273323 - | 2006 TM22                | 11 ottobre 2006   | Spacewatch                        |
| 273324 - | 2006 TV28                | 12 ottobre 2006   | Spacewatch                        |
| 273325 - | 2006 TA30                | 12 ottobre 2006   | Spacewatch                        |
| 273326 - | 2006 TF44                | 12 ottobre 2006   | Spacewatch                        |
| 273327 - | 2006 TY48                | 12 ottobre 2006   | Spacewatch                        |
| 273328 - | 2006 TS51                | 12 ottobre 2006   | Spacewatch                        |
| 273329 - | 2006 TS54                | 12 ottobre 2006   | NEAT                              |
| 273330 - | 2006 TO57                | 15 ottobre 2006   | Spacewatch                        |
| 273331 - | 2006 TM62                | 10 ottobre 2006   | NEAT                              |
| 273332 - | 2006 TO63                | 10 ottobre 2006   | NEAT                              |
| 273333 - | 2006 TU69                | 11 ottobre 2006   | NEAT                              |
| 273334 - | 2006 TK70                | 11 ottobre 2006   | NEAT                              |
| 273335 - | 2006 TU72                | 11 ottobre 2006   | NEAT                              |
| 273336 - | 2006 TA74                | 11 ottobre 2006   | NEAT                              |
| 273337 - | 2006 TJ79                | 12 ottobre 2006   | Spacewatch                        |
| 273338 - | 2006 TB80                | 13 ottobre 2006   | Spacewatch                        |
| 273339 - | 2006 TH85                | 13 ottobre 2006   | Spacewatch                        |
| 273340 - | 2006 TG92                | 13 ottobre 2006   | Spacewatch                        |
| 273341 - | 2006 TU101               | 15 ottobre 2006   | Spacewatch                        |
| 273342 - | 2006 TQ106               | 15 ottobre 2006   | CSS                               |
| 273343 - | 2006 TC107               | 13 ottobre 2006   | Lin, C.-S., Ye, Q.-z.             |
| 273344 - | 2006 UU14                | 17 ottobre 2006   | Mt. Lemmon Survey                 |
| 273345 - | 2006 UD30                | 16 ottobre 2006   | Spacewatch                        |
| 273346 - | 2006 UC36                | 16 ottobre 2006   | Spacewatch                        |
| 273347 - | 2006 UW46                | 16 ottobre 2006   | Spacewatch                        |
| 273348 - | 2006 UJ61                | 19 ottobre 2006   | Mt. Lemmon Survey                 |
| 273349 - | 2006 UN61                | 19 ottobre 2006   | CSS                               |
| 273350 - | 2006 UJ66                | 16 ottobre 2006   | Mt. Lemmon Survey                 |
| 273351 - | 2006 UN66                | 16 ottobre 2006   | Spacewatch                        |
| 273352 - | 2006 UK69                | 16 ottobre 2006   | CSS                               |
| 273353 - | 2006 UH88                | 17 ottobre 2006   | Spacewatch                        |
| 273354 - | 2006 US89                | 17 ottobre 2006   | Spacewatch                        |
| 273355 - | 2006 UN90                | 17 ottobre 2006   | Spacewatch                        |
| 273356 - | 2006 UB137               | 19 ottobre 2006   | CSS                               |
| 273357 - | 2006 UG145               | 20 ottobre 2006   | Spacewatch                        |
| 273358 - | 2006 UQ173               | 22 ottobre 2006   | Mt. Lemmon Survey                 |
| 273359 - | 2006 UM174               | 19 ottobre 2006   | CSS                               |
| 273360 - | 2006 UG184               | 19 ottobre 2006   | CSS                               |
| 273361 - | 2006 UE190               | 19 ottobre 2006   | CSS                               |
| 273362 - | 2006 UY192               | 19 ottobre 2006   | CSS                               |
| 273363 - | 2006 UD193               | 19 ottobre 2006   | CSS                               |
| 273364 - | 2006 UU210               | 23 ottobre 2006   | Spacewatch                        |
| 273365 - | 2006 UP215               | 23 ottobre 2006   | CSS                               |
| 273366 - | 2006 UY219               | 16 ottobre 2006   | CSS                               |
| 273367 - | 2006 UN224               | 19 ottobre 2006   | Mt. Lemmon Survey                 |
| 273368 - | 2006 UZ228               | 20 ottobre 2006   | NEAT                              |
| 273369 - | 2006 UA231               | 21 ottobre 2006   | NEAT                              |
| 273370 - | 2006 UJ232               | 21 ottobre 2006   | NEAT                              |
| 273371 - | 2006 UY237               | 23 ottobre 2006   | Spacewatch                        |
| 273372 - | 2006 UV262               | 29 ottobre 2006   | Mt. Lemmon Survey                 |
| 273373 - | 2006 UT266               | 27 ottobre 2006   | Spacewatch                        |
| 273374 - | 2006 UQ271               | 27 ottobre 2006   | Mt. Lemmon Survey                 |
| 273375 - | 2006 UG275               | 28 ottobre 2006   | Spacewatch                        |
| 273376 - | 2006 UQ288               | 29 ottobre 2006   | OAM                               |
| 273377 - | 2006 UP331               | 28 ottobre 2006   | Mt. Lemmon Survey                 |
| 273378 - | 2006 VN1                 | 2 novembre 2006   | Astronomical Research Observatory |
| 273379 - | 2006 VB9                 | 11 novembre 2006  | CSS                               |
| 273380 - | 2006 VD9                 | 11 novembre 2006  | CSS                               |
| 273381 - | 2006 VE16                | 9 novembre 2006   | Spacewatch                        |
| 273382 - | 2006 VF29                | 10 novembre 2006  | Spacewatch                        |
| 273383 - | 2006 VZ33                | 11 novembre 2006  | CSS                               |
| 273384 - | 2006 VG39                | 12 novembre 2006  | Mt. Lemmon Survey                 |
| 273385 - | 2006 VR42                | 12 novembre 2006  | Mt. Lemmon Survey                 |
| 273386 - | 2006 VJ44                | 13 novembre 2006  | CSS                               |
| 273387 - | 2006 VN49                | 10 novembre 2006  | Spacewatch                        |
| 273388 - | 2006 VQ50                | 10 novembre 2006  | Spacewatch                        |
| 273389 - | 2006 VT54                | 11 novembre 2006  | Spacewatch                        |
| 273390 - | 2006 VN55                | 11 novembre 2006  | Spacewatch                        |
| 273391 - | 2006 VZ55                | 11 novembre 2006  | Spacewatch                        |
| 273392 - | 2006 VY65                | 11 novembre 2006  | Spacewatch                        |
| 273393 - | 2006 VR96                | 10 novembre 2006  | Spacewatch                        |
| 273394 - | 2006 VX97                | 11 novembre 2006  | Spacewatch                        |
| 273395 - | 2006 VF101               | 1º novembre 2006  | CSS                               |
| 273396 - | 2006 VJ102               | 12 novembre 2006  | Mt. Lemmon Survey                 |
| 273397 - | 2006 VZ104               | 13 novembre 2006  | Spacewatch                        |
| 273398 - | 2006 VE107               | 13 novembre 2006  | Spacewatch                        |
| 273399 - | 2006 VJ129               | 15 novembre 2006  | LINEAR                            |
| 273400 - | 2006 VG134               | 15 novembre 2006  | Mt. Lemmon Survey                 |

## 273401-273500
| Nome                  | Designazione provvisoria | Data di scoperta | Scopritore        |
| --------------------- | ------------------------ | ---------------- | ----------------- |
| 273401 -              | 2006 VM134               | 15 novembre 2006 | CSS               |
| 273402 -              | 2006 VM137               | 15 novembre 2006 | Spacewatch        |
| 273403 -              | 2006 VC138               | 15 novembre 2006 | Spacewatch        |
| 273404 -              | 2006 VN139               | 15 novembre 2006 | Spacewatch        |
| 273405 -              | 2006 VQ139               | 15 novembre 2006 | Spacewatch        |
| 273406 -              | 2006 VM146               | 15 novembre 2006 | CSS               |
| 273407 -              | 2006 VS147               | 15 novembre 2006 | Spacewatch        |
| 273408 -              | 2006 VY151               | 9 novembre 2006  | NEAT              |
| 273409 -              | 2006 VG153               | 8 novembre 2006  | NEAT              |
| 273410 -              | 2006 VH168               | 1º novembre 2006 | Mt. Lemmon Survey |
| 273411 -              | 2006 VU168               | 2 novembre 2006  | Spacewatch        |
| 273412 Eduardomissoni | 2006 WF2                 | 18 novembre 2006 | Casulli, V. S.    |
| 273413 -              | 2006 WO4                 | 19 novembre 2006 | LINEAR            |
| 273414 -              | 2006 WR10                | 16 novembre 2006 | LINEAR            |
| 273415 -              | 2006 WX10                | 16 novembre 2006 | LINEAR            |
| 273416 -              | 2006 WJ11                | 16 novembre 2006 | LINEAR            |
| 273417 -              | 2006 WV12                | 16 novembre 2006 | Mt. Lemmon Survey |
| 273418 -              | 2006 WY16                | 17 novembre 2006 | Spacewatch        |
| 273419 -              | 2006 WX21                | 17 novembre 2006 | Mt. Lemmon Survey |
| 273420 -              | 2006 WA28                | 22 novembre 2006 | Yeung, W. K. Y.   |
| 273421 -              | 2006 WJ36                | 16 novembre 2006 | Spacewatch        |
| 273422 -              | 2006 WJ47                | 16 novembre 2006 | Spacewatch        |
| 273423 -              | 2006 WG49                | 16 novembre 2006 | Mt. Lemmon Survey |
| 273424 -              | 2006 WF55                | 16 novembre 2006 | Spacewatch        |
| 273425 -              | 2006 WP60                | 17 novembre 2006 | Spacewatch        |
| 273426 -              | 2006 WQ61                | 17 novembre 2006 | CSS               |
| 273427 -              | 2006 WR69                | 17 novembre 2006 | Mt. Lemmon Survey |
| 273428 -              | 2006 WH70                | 18 novembre 2006 | Spacewatch        |
| 273429 -              | 2006 WB76                | 18 novembre 2006 | Spacewatch        |
| 273430 -              | 2006 WW103               | 19 novembre 2006 | Spacewatch        |
| 273431 -              | 2006 WA104               | 19 novembre 2006 | Spacewatch        |
| 273432 -              | 2006 WC121               | 21 novembre 2006 | Mt. Lemmon Survey |
| 273433 -              | 2006 WT137               | 19 novembre 2006 | Spacewatch        |
| 273434 -              | 2006 WG139               | 19 novembre 2006 | Spacewatch        |
| 273435 -              | 2006 WT143               | 20 novembre 2006 | Spacewatch        |
| 273436 -              | 2006 WT146               | 20 novembre 2006 | Spacewatch        |
| 273437 -              | 2006 WC153               | 21 novembre 2006 | Mt. Lemmon Survey |
| 273438 -              | 2006 WQ153               | 21 novembre 2006 | Mt. Lemmon Survey |
| 273439 -              | 2006 WA159               | 22 novembre 2006 | LINEAR            |
| 273440 -              | 2006 WL163               | 23 novembre 2006 | Spacewatch        |
| 273441 -              | 2006 WE165               | 23 novembre 2006 | Spacewatch        |
| 273442 -              | 2006 WB174               | 23 novembre 2006 | Spacewatch        |
| 273443 -              | 2006 WW178               | 24 novembre 2006 | Spacewatch        |
| 273444 -              | 2006 WL184               | 25 novembre 2006 | Mt. Lemmon Survey |
| 273445 -              | 2006 WM190               | 15 novembre 2006 | CSS               |
| 273446 -              | 2006 WM191               | 27 novembre 2006 | CSS               |
| 273447 -              | 2006 WN198               | 16 novembre 2006 | Spacewatch        |
| 273448 -              | 2006 XH7                 | 9 dicembre 2006  | Spacewatch        |
| 273449 -              | 2006 XS9                 | 9 dicembre 2006  | Spacewatch        |
| 273450 -              | 2006 XA14                | 10 dicembre 2006 | Spacewatch        |
| 273451 -              | 2006 XP14                | 10 dicembre 2006 | Spacewatch        |
| 273452 -              | 2006 XW16                | 10 dicembre 2006 | Spacewatch        |
| 273453 -              | 2006 XW17                | 10 dicembre 2006 | Spacewatch        |
| 273454 -              | 2006 XR25                | 12 dicembre 2006 | Mt. Lemmon Survey |
| 273455 -              | 2006 XS29                | 13 dicembre 2006 | LINEAR            |
| 273456 -              | 2006 XZ34                | 11 dicembre 2006 | LINEAR            |
| 273457 -              | 2006 XC38                | 11 dicembre 2006 | Spacewatch        |
| 273458 -              | 2006 XQ41                | 12 dicembre 2006 | LINEAR            |
| 273459 -              | 2006 XB43                | 12 dicembre 2006 | Mt. Lemmon Survey |
| 273460 -              | 2006 XJ44                | 13 dicembre 2006 | Spacewatch        |
| 273461 -              | 2006 XX44                | 6 settembre 2002 | CINEOS            |
| 273462 -              | 2006 XM45                | 13 dicembre 2006 | Spacewatch        |
| 273463 -              | 2006 XV45                | 13 dicembre 2006 | CSS               |
| 273464 -              | 2006 XY45                | 13 dicembre 2006 | Spacewatch        |
| 273465 -              | 2006 XR48                | 13 dicembre 2006 | Spacewatch        |
| 273466 -              | 2006 XF52                | 14 dicembre 2006 | LINEAR            |
| 273467 -              | 2006 XF56                | 15 dicembre 2006 | Mt. Lemmon Survey |
| 273468 -              | 2006 XL65                | 12 dicembre 2006 | NEAT              |
| 273469 -              | 2006 XD69                | 13 dicembre 2006 | Mt. Lemmon Survey |
| 273470 -              | 2006 XF69                | 13 dicembre 2006 | Mt. Lemmon Survey |
| 273471 -              | 2006 YK2                 | 16 dicembre 2006 | Casulli, V. S.    |
| 273472 -              | 2006 YH8                 | 20 dicembre 2006 | Mt. Lemmon Survey |
| 273473 -              | 2006 YT8                 | 20 dicembre 2006 | Mt. Lemmon Survey |
| 273474 -              | 2006 YT9                 | 21 dicembre 2006 | Spacewatch        |
| 273475 -              | 2006 YK10                | 21 dicembre 2006 | LONEOS            |
| 273476 -              | 2006 YT14                | 22 dicembre 2006 | Crni Vrh          |
| 273477 -              | 2006 YC15                | 18 dicembre 2006 | LINEAR            |
| 273478 -              | 2006 YN16                | 21 dicembre 2006 | Mt. Lemmon Survey |
| 273479 -              | 2006 YK17                | 21 dicembre 2006 | NEAT              |
| 273480 -              | 2006 YJ23                | 21 dicembre 2006 | Spacewatch        |
| 273481 -              | 2006 YL37                | 21 dicembre 2006 | Spacewatch        |
| 273482 -              | 2006 YF39                | 21 dicembre 2006 | Spacewatch        |
| 273483 -              | 2006 YR40                | 22 dicembre 2006 | Spacewatch        |
| 273484 -              | 2006 YQ49                | 29 dicembre 2006 | Ferrando, R.      |
| 273485 -              | 2006 YC51                | 23 dicembre 2006 | Mt. Lemmon Survey |
| 273486 -              | 2006 YE51                | 23 dicembre 2006 | Mt. Lemmon Survey |
| 273487 -              | 2006 YT51                | 24 dicembre 2006 | Mt. Lemmon Survey |
| 273488 -              | 2007 AA1                 | 8 gennaio 2007   | Mt. Lemmon Survey |
| 273489 -              | 2007 AU3                 | 8 gennaio 2007   | CSS               |
| 273490 -              | 2007 AW3                 | 8 gennaio 2007   | CSS               |
| 273491 -              | 2007 AT9                 | 8 gennaio 2007   | Spacewatch        |
| 273492 -              | 2007 AE13                | 9 gennaio 2007   | Mt. Lemmon Survey |
| 273493 -              | 2007 AP13                | 9 gennaio 2007   | Mt. Lemmon Survey |
| 273494 -              | 2007 AF15                | 10 gennaio 2007  | Mt. Lemmon Survey |
| 273495 -              | 2007 AW15                | 10 gennaio 2007  | Mt. Lemmon Survey |
| 273496 -              | 2007 AL16                | 10 gennaio 2007  | Spacewatch        |
| 273497 -              | 2007 AH18                | 8 gennaio 2007   | CSS               |
| 273498 -              | 2007 AX18                | 13 gennaio 2007  | LINEAR            |
| 273499 -              | 2007 AR22                | 10 gennaio 2007  | Mt. Lemmon Survey |
| 273500 -              | 2007 AX22                | 10 gennaio 2007  | Mt. Lemmon Survey |

## 273501-273600
| Nome     | Designazione provvisoria | Data di scoperta | Scopritore        |
| -------- | ------------------------ | ---------------- | ----------------- |
| 273501 - | 2007 AK26                | 12 gennaio 2007  | Yeung, W. K. Y.   |
| 273502 - | 2007 AW26                | 9 gennaio 2007   | Mt. Lemmon Survey |
| 273503 - | 2007 AD27                | 9 gennaio 2007   | Spacewatch        |
| 273504 - | 2007 AE27                | 10 gennaio 2007  | Spacewatch        |
| 273505 - | 2007 AK27                | 10 gennaio 2007  | Mt. Lemmon Survey |
| 273506 - | 2007 AJ28                | 9 gennaio 2007   | Spacewatch        |
| 273507 - | 2007 AC30                | 9 gennaio 2007   | Spacewatch        |
| 273508 - | 2007 AN30                | 10 gennaio 2007  | Mt. Lemmon Survey |
| 273509 - | 2007 BV1                 | 16 gennaio 2007  | Mt. Lemmon Survey |
| 273510 - | 2007 BJ2                 | 23 ottobre 2006  | Mt. Lemmon Survey |
| 273511 - | 2007 BG3                 | 16 gennaio 2007  | LINEAR            |
| 273512 - | 2007 BH3                 | 16 gennaio 2007  | LINEAR            |
| 273513 - | 2007 BT3                 | 16 gennaio 2007  | LINEAR            |
| 273514 - | 2007 BO5                 | 17 gennaio 2007  | CSS               |
| 273515 - | 2007 BH11                | 17 gennaio 2007  | Spacewatch        |
| 273516 - | 2007 BP11                | 17 gennaio 2007  | Spacewatch        |
| 273517 - | 2007 BS13                | 17 gennaio 2007  | Spacewatch        |
| 273518 - | 2007 BC15                | 17 gennaio 2007  | Spacewatch        |
| 273519 - | 2007 BQ16                | 17 gennaio 2007  | Spacewatch        |
| 273520 - | 2007 BT16                | 17 gennaio 2007  | Spacewatch        |
| 273521 - | 2007 BA17                | 17 gennaio 2007  | NEAT              |
| 273522 - | 2007 BF17                | 17 gennaio 2007  | Spacewatch        |
| 273523 - | 2007 BN18                | 17 gennaio 2007  | NEAT              |
| 273524 - | 2007 BH19                | 21 gennaio 2007  | LINEAR            |
| 273525 - | 2007 BR21                | 24 gennaio 2007  | LINEAR            |
| 273526 - | 2007 BB25                | 24 gennaio 2007  | Mt. Lemmon Survey |
| 273527 - | 2007 BX26                | 24 gennaio 2007  | Mt. Lemmon Survey |
| 273528 - | 2007 BG27                | 24 gennaio 2007  | CSS               |
| 273529 - | 2007 BH27                | 24 gennaio 2007  | CSS               |
| 273530 - | 2007 BR27                | 24 gennaio 2007  | CSS               |
| 273531 - | 2007 BM30                | 24 gennaio 2007  | CSS               |
| 273532 - | 2007 BE32                | 24 gennaio 2007  | Mt. Lemmon Survey |
| 273533 - | 2007 BR32                | 24 gennaio 2007  | Mt. Lemmon Survey |
| 273534 - | 2007 BM33                | 24 gennaio 2007  | Mt. Lemmon Survey |
| 273535 - | 2007 BQ36                | 24 gennaio 2007  | LINEAR            |
| 273536 - | 2007 BQ37                | 24 gennaio 2007  | Mt. Lemmon Survey |
| 273537 - | 2007 BJ40                | 24 gennaio 2007  | Mt. Lemmon Survey |
| 273538 - | 2007 BT41                | 24 gennaio 2007  | CSS               |
| 273539 - | 2007 BK42                | 24 gennaio 2007  | CSS               |
| 273540 - | 2007 BS42                | 24 gennaio 2007  | CSS               |
| 273541 - | 2007 BC44                | 24 gennaio 2007  | CSS               |
| 273542 - | 2007 BL47                | 26 gennaio 2007  | Spacewatch        |
| 273543 - | 2007 BP48                | 26 gennaio 2007  | Spacewatch        |
| 273544 - | 2007 BF50                | 28 gennaio 2007  | Kocher, P.        |
| 273545 - | 2007 BK52                | 24 gennaio 2007  | Spacewatch        |
| 273546 - | 2007 BR54                | 24 gennaio 2007  | LINEAR            |
| 273547 - | 2007 BP55                | 24 gennaio 2007  | LINEAR            |
| 273548 - | 2007 BH56                | 24 gennaio 2007  | LINEAR            |
| 273549 - | 2007 BN56                | 24 gennaio 2007  | LINEAR            |
| 273550 - | 2007 BU56                | 24 gennaio 2007  | LINEAR            |
| 273551 - | 2007 BY61                | 27 gennaio 2007  | Spacewatch        |
| 273552 - | 2007 BF63                | 27 gennaio 2007  | Mt. Lemmon Survey |
| 273553 - | 2007 BQ64                | 27 gennaio 2007  | Spacewatch        |
| 273554 - | 2007 BW64                | 27 gennaio 2007  | Mt. Lemmon Survey |
| 273555 - | 2007 BW65                | 27 gennaio 2007  | Mt. Lemmon Survey |
| 273556 - | 2007 BF68                | 27 gennaio 2007  | Spacewatch        |
| 273557 - | 2007 BL70                | 27 gennaio 2007  | Mt. Lemmon Survey |
| 273558 - | 2007 BY74                | 27 gennaio 2007  | Spacewatch        |
| 273559 - | 2007 BS75                | 17 gennaio 2007  | Spacewatch        |
| 273560 - | 2007 BU78                | 27 gennaio 2007  | Mt. Lemmon Survey |
| 273561 - | 2007 BC79                | 27 gennaio 2007  | Mt. Lemmon Survey |
| 273562 - | 2007 BB80                | 27 gennaio 2007  | Spacewatch        |
| 273563 - | 2007 BM81                | 28 gennaio 2007  | Spacewatch        |
| 273564 - | 2007 BW91                | 19 gennaio 2007  | Mauna Kea         |
| 273565 - | 2007 BM95                | 19 gennaio 2007  | Mauna Kea         |
| 273566 - | 2007 BB100               | 17 gennaio 2007  | Spacewatch        |
| 273567 - | 2007 BK101               | 28 gennaio 2007  | Mt. Lemmon Survey |
| 273568 - | 2007 BP101               | 16 gennaio 2007  | CSS               |
| 273569 - | 2007 CM                  | 5 febbraio 2007  | NEAT              |
| 273570 - | 2007 CK2                 | 6 febbraio 2007  | Spacewatch        |
| 273571 - | 2007 CS3                 | 6 febbraio 2007  | Mt. Lemmon Survey |
| 273572 - | 2007 CM4                 | 6 febbraio 2007  | Mt. Lemmon Survey |
| 273573 - | 2007 CY8                 | 6 febbraio 2007  | Spacewatch        |
| 273574 - | 2007 CP10                | 6 febbraio 2007  | Mt. Lemmon Survey |
| 273575 - | 2007 CY14                | 7 febbraio 2007  | Mt. Lemmon Survey |
| 273576 - | 2007 CY15                | 6 febbraio 2007  | NEAT              |
| 273577 - | 2007 CY17                | 8 febbraio 2007  | Mt. Lemmon Survey |
| 273578 - | 2007 CN20                | 6 febbraio 2007  | Mt. Lemmon Survey |
| 273579 - | 2007 CS21                | 6 febbraio 2007  | NEAT              |
| 273580 - | 2007 CN22                | 6 febbraio 2007  | Mt. Lemmon Survey |
| 273581 - | 2007 CQ22                | 6 febbraio 2007  | Mt. Lemmon Survey |
| 273582 - | 2007 CT22                | 6 febbraio 2007  | NEAT              |
| 273583 - | 2007 CY25                | 9 febbraio 2007  | CSS               |
| 273584 - | 2007 CG32                | 6 febbraio 2007  | Mt. Lemmon Survey |
| 273585 - | 2007 CH44                | 8 febbraio 2007  | NEAT              |
| 273586 - | 2007 CM44                | 8 febbraio 2007  | NEAT              |
| 273587 - | 2007 CJ46                | 8 febbraio 2007  | NEAT              |
| 273588 - | 2007 CO46                | 8 febbraio 2007  | Mt. Lemmon Survey |
| 273589 - | 2007 CX46                | 8 febbraio 2007  | NEAT              |
| 273590 - | 2007 CR47                | 10 febbraio 2007 | Mt. Lemmon Survey |
| 273591 - | 2007 CT50                | 13 febbraio 2007 | CSS               |
| 273592 - | 2007 CE54                | 10 febbraio 2007 | CSS               |
| 273593 - | 2007 CK54                | 6 febbraio 2007  | Spacewatch        |
| 273594 - | 2007 CX57                | 9 febbraio 2007  | CSS               |
| 273595 - | 2007 CR58                | 10 febbraio 2007 | CSS               |
| 273596 - | 2007 CT58                | 10 febbraio 2007 | CSS               |
| 273597 - | 2007 CC59                | 10 febbraio 2007 | CSS               |
| 273598 - | 2007 CN59                | 10 febbraio 2007 | CSS               |
| 273599 - | 2007 CZ59                | 10 febbraio 2007 | CSS               |
| 273600 - | 2007 CO60                | 10 febbraio 2007 | CSS               |

## 273601-273700
| Nome     | Designazione provvisoria | Data di scoperta | Scopritore        |
| -------- | ------------------------ | ---------------- | ----------------- |
| 273601 - | 2007 CO61                | 15 febbraio 2007 | NEAT              |
| 273602 - | 2007 CO62                | 13 febbraio 2007 | LINEAR            |
| 273603 - | 2007 CQ62                | 15 febbraio 2007 | CSS               |
| 273604 - | 2007 CA63                | 15 febbraio 2007 | NEAT              |
| 273605 - | 2007 CY63                | 15 febbraio 2007 | NEAT              |
| 273606 - | 2007 CK64                | 6 febbraio 2007  | NEAT              |
| 273607 - | 2007 CO64                | 9 febbraio 2007  | Spacewatch        |
| 273608 - | 2007 DF                  | 16 febbraio 2007 | Lowe, A.          |
| 273609 - | 2007 DF2                 | 16 febbraio 2007 | CSS               |
| 273610 - | 2007 DP2                 | 16 febbraio 2007 | CSS               |
| 273611 - | 2007 DB4                 | 16 febbraio 2007 | Mt. Lemmon Survey |
| 273612 - | 2007 DU5                 | 17 febbraio 2007 | Spacewatch        |
| 273613 - | 2007 DZ11                | 16 febbraio 2007 | CSS               |
| 273614 - | 2007 DZ12                | 16 febbraio 2007 | NEAT              |
| 273615 - | 2007 DL13                | 16 febbraio 2007 | NEAT              |
| 273616 - | 2007 DL17                | 17 febbraio 2007 | Spacewatch        |
| 273617 - | 2007 DH18                | 17 febbraio 2007 | Spacewatch        |
| 273618 - | 2007 DH19                | 17 febbraio 2007 | Spacewatch        |
| 273619 - | 2007 DW23                | 17 febbraio 2007 | Spacewatch        |
| 273620 - | 2007 DR24                | 17 febbraio 2007 | Spacewatch        |
| 273621 - | 2007 DU24                | 17 febbraio 2007 | Spacewatch        |
| 273622 - | 2007 DX24                | 17 febbraio 2007 | Spacewatch        |
| 273623 - | 2007 DU26                | 17 febbraio 2007 | Spacewatch        |
| 273624 - | 2007 DW26                | 17 febbraio 2007 | Spacewatch        |
| 273625 - | 2007 DT29                | 17 febbraio 2007 | Spacewatch        |
| 273626 - | 2007 DU33                | 17 febbraio 2007 | Spacewatch        |
| 273627 - | 2007 DW34                | 17 febbraio 2007 | Spacewatch        |
| 273628 - | 2007 DF37                | 17 febbraio 2007 | Spacewatch        |
| 273629 - | 2007 DX37                | 17 febbraio 2007 | Spacewatch        |
| 273630 - | 2007 DJ41                | 19 febbraio 2007 | Mt. Lemmon Survey |
| 273631 - | 2007 DA42                | 16 febbraio 2007 | Mt. Lemmon Survey |
| 273632 - | 2007 DU45                | 21 febbraio 2007 | Spacewatch        |
| 273633 - | 2007 DW45                | 21 febbraio 2007 | Bickel, W.        |
| 273634 - | 2007 DA48                | 21 febbraio 2007 | Mt. Lemmon Survey |
| 273635 - | 2007 DU49                | 16 febbraio 2007 | CSS               |
| 273636 - | 2007 DX49                | 16 febbraio 2007 | CSS               |
| 273637 - | 2007 DN51                | 17 febbraio 2007 | NEAT              |
| 273638 - | 2007 DO53                | 19 febbraio 2007 | Mt. Lemmon Survey |
| 273639 - | 2007 DR53                | 19 febbraio 2007 | Mt. Lemmon Survey |
| 273640 - | 2007 DT54                | 21 febbraio 2007 | Spacewatch        |
| 273641 - | 2007 DD56                | 21 febbraio 2007 | LINEAR            |
| 273642 - | 2007 DO56                | 21 febbraio 2007 | Mt. Lemmon Survey |
| 273643 - | 2007 DV59                | 22 febbraio 2007 | LONEOS            |
| 273644 - | 2007 DR61                | 19 febbraio 2007 | Mt. Lemmon Survey |
| 273645 - | 2007 DA65                | 21 febbraio 2007 | Spacewatch        |
| 273646 - | 2007 DH66                | 21 febbraio 2007 | Spacewatch        |
| 273647 - | 2007 DJ71                | 21 febbraio 2007 | Spacewatch        |
| 273648 - | 2007 DN74                | 21 febbraio 2007 | Mt. Lemmon Survey |
| 273649 - | 2007 DO74                | 21 febbraio 2007 | Spacewatch        |
| 273650 - | 2007 DP75                | 21 febbraio 2007 | Spacewatch        |
| 273651 - | 2007 DJ77                | 22 febbraio 2007 | CSS               |
| 273652 - | 2007 DO77                | 22 febbraio 2007 | CSS               |
| 273653 - | 2007 DA81                | 23 febbraio 2007 | Spacewatch        |
| 273654 - | 2007 DB81                | 23 febbraio 2007 | Spacewatch        |
| 273655 - | 2007 DN82                | 23 febbraio 2007 | Mt. Lemmon Survey |
| 273656 - | 2007 DL84                | 25 febbraio 2007 | Mt. Lemmon Survey |
| 273657 - | 2007 DU86                | 23 febbraio 2007 | Mt. Lemmon Survey |
| 273658 - | 2007 DA87                | 23 febbraio 2007 | Mt. Lemmon Survey |
| 273659 - | 2007 DS90                | 23 febbraio 2007 | Spacewatch        |
| 273660 - | 2007 DE92                | 23 febbraio 2007 | Spacewatch        |
| 273661 - | 2007 DU95                | 23 febbraio 2007 | Spacewatch        |
| 273662 - | 2007 DS96                | 23 febbraio 2007 | Mt. Lemmon Survey |
| 273663 - | 2007 DJ98                | 25 febbraio 2007 | Mt. Lemmon Survey |
| 273664 - | 2007 DJ99                | 25 febbraio 2007 | Mt. Lemmon Survey |
| 273665 - | 2007 DH100               | 25 febbraio 2007 | Mt. Lemmon Survey |
| 273666 - | 2007 DE103               | 21 febbraio 2007 | Buie, M. W.       |
| 273667 - | 2007 DV106               | 23 febbraio 2007 | Mt. Lemmon Survey |
| 273668 - | 2007 DA110               | 25 febbraio 2007 | Mt. Lemmon Survey |
| 273669 - | 2007 DK110               | 17 febbraio 2007 | Mt. Lemmon Survey |
| 273670 - | 2007 DR112               | 26 febbraio 2007 | Mt. Lemmon Survey |
| 273671 - | 2007 DZ112               | 17 febbraio 2007 | Spacewatch        |
| 273672 - | 2007 DW113               | 23 febbraio 2007 | Mt. Lemmon Survey |
| 273673 - | 2007 EV2                 | 9 marzo 2007     | CSS               |
| 273674 - | 2007 ED3                 | 9 marzo 2007     | CSS               |
| 273675 - | 2007 EC7                 | 9 marzo 2007     | Mt. Lemmon Survey |
| 273676 - | 2007 EJ8                 | 9 marzo 2007     | Mt. Lemmon Survey |
| 273677 - | 2007 ED11                | 9 marzo 2007     | Spacewatch        |
| 273678 - | 2007 EX11                | 9 marzo 2007     | CSS               |
| 273679 - | 2007 ED14                | 9 marzo 2007     | Spacewatch        |
| 273680 - | 2007 EM14                | 9 marzo 2007     | NEAT              |
| 273681 - | 2007 EB15                | 9 marzo 2007     | Mt. Lemmon Survey |
| 273682 - | 2007 EN16                | 9 marzo 2007     | CSS               |
| 273683 - | 2007 EX16                | 9 marzo 2007     | Spacewatch        |
| 273684 - | 2007 EG18                | 9 marzo 2007     | NEAT              |
| 273685 - | 2007 EB22                | 10 marzo 2007    | Spacewatch        |
| 273686 - | 2007 ES25                | 10 marzo 2007    | Mt. Lemmon Survey |
| 273687 - | 2007 EG27                | 12 marzo 2007    | Ries, W.          |
| 273688 - | 2007 EE30                | 9 marzo 2007     | NEAT              |
| 273689 - | 2007 ER31                | 10 marzo 2007    | Spacewatch        |
| 273690 - | 2007 EW31                | 10 marzo 2007    | Spacewatch        |
| 273691 - | 2007 EM32                | 10 marzo 2007    | Mt. Lemmon Survey |
| 273692 - | 2007 EY32                | 10 marzo 2007    | Spacewatch        |
| 273693 - | 2007 EJ35                | 11 marzo 2007    | Spacewatch        |
| 273694 - | 2007 EE38                | 11 marzo 2007    | Mt. Lemmon Survey |
| 273695 - | 2007 EO39                | 12 marzo 2007    | Kocher, P.        |
| 273696 - | 2007 EK40                | 12 marzo 2007    | Bickel, W.        |
| 273697 - | 2007 EN41                | 9 marzo 2007     | Mt. Lemmon Survey |
| 273698 - | 2007 EO41                | 9 marzo 2007     | Mt. Lemmon Survey |
| 273699 - | 2007 EJ42                | 9 marzo 2007     | Spacewatch        |
| 273700 - | 2007 EQ42                | 9 marzo 2007     | Spacewatch        |

## 273701-273800
| Nome     | Designazione provvisoria | Data di scoperta | Scopritore            |
| -------- | ------------------------ | ---------------- | --------------------- |
| 273701 - | 2007 ET42                | 9 marzo 2007     | Spacewatch            |
| 273702 - | 2007 EG43                | 9 marzo 2007     | Spacewatch            |
| 273703 - | 2007 EK45                | 9 marzo 2007     | Spacewatch            |
| 273704 - | 2007 EA47                | 9 marzo 2007     | Spacewatch            |
| 273705 - | 2007 EA52                | 11 marzo 2007    | CSS                   |
| 273706 - | 2007 EB58                | 9 marzo 2007     | Mt. Lemmon Survey     |
| 273707 - | 2007 EQ59                | 9 marzo 2007     | CSS                   |
| 273708 - | 2007 EB63                | 10 marzo 2007    | Spacewatch            |
| 273709 - | 2007 EB65                | 10 marzo 2007    | Spacewatch            |
| 273710 - | 2007 EQ65                | 10 marzo 2007    | Spacewatch            |
| 273711 - | 2007 EW65                | 10 marzo 2007    | Spacewatch            |
| 273712 - | 2007 EJ68                | 10 marzo 2007    | Spacewatch            |
| 273713 - | 2007 EJ69                | 10 marzo 2007    | Spacewatch            |
| 273714 - | 2007 EE74                | 10 marzo 2007    | Spacewatch            |
| 273715 - | 2007 EC75                | 10 marzo 2007    | Spacewatch            |
| 273716 - | 2007 EJ78                | 10 marzo 2007    | Mt. Lemmon Survey     |
| 273717 - | 2007 ES80                | 11 marzo 2007    | Spacewatch            |
| 273718 - | 2007 ES84                | 12 marzo 2007    | CSS                   |
| 273719 - | 2007 ED85                | 12 marzo 2007    | Spacewatch            |
| 273720 - | 2007 EU85                | 12 marzo 2007    | CSS                   |
| 273721 - | 2007 EF89                | 9 marzo 2007     | Spacewatch            |
| 273722 - | 2007 EZ90                | 9 marzo 2007     | Mt. Lemmon Survey     |
| 273723 - | 2007 EV91                | 10 marzo 2007    | Spacewatch            |
| 273724 - | 2007 EA92                | 10 marzo 2007    | Spacewatch            |
| 273725 - | 2007 ED92                | 10 marzo 2007    | Spacewatch            |
| 273726 - | 2007 EE92                | 10 marzo 2007    | Spacewatch            |
| 273727 - | 2007 EQ92                | 10 marzo 2007    | Mt. Lemmon Survey     |
| 273728 - | 2007 ET97                | 11 marzo 2007    | Spacewatch            |
| 273729 - | 2007 EB98                | 11 marzo 2007    | Spacewatch            |
| 273730 - | 2007 EQ98                | 11 marzo 2007    | Spacewatch            |
| 273731 - | 2007 EO99                | 11 marzo 2007    | Spacewatch            |
| 273732 - | 2007 EM103               | 11 marzo 2007    | Mt. Lemmon Survey     |
| 273733 - | 2007 EK104               | 11 marzo 2007    | Mt. Lemmon Survey     |
| 273734 - | 2007 EL106               | 11 marzo 2007    | LONEOS                |
| 273735 - | 2007 EF110               | 11 marzo 2007    | Spacewatch            |
| 273736 - | 2007 ET110               | 11 marzo 2007    | Spacewatch            |
| 273737 - | 2007 EG112               | 11 marzo 2007    | Spacewatch            |
| 273738 - | 2007 EP112               | 11 marzo 2007    | Spacewatch            |
| 273739 - | 2007 EB113               | 12 marzo 2007    | Spacewatch            |
| 273740 - | 2007 EU114               | 13 marzo 2007    | Mt. Lemmon Survey     |
| 273741 - | 2007 EA115               | 13 marzo 2007    | Mt. Lemmon Survey     |
| 273742 - | 2007 EY116               | 13 marzo 2007    | Mt. Lemmon Survey     |
| 273743 - | 2007 EZ118               | 13 marzo 2007    | Mt. Lemmon Survey     |
| 273744 - | 2007 EG120               | 13 marzo 2007    | Mt. Lemmon Survey     |
| 273745 - | 2007 EB121               | 14 marzo 2007    | Mt. Lemmon Survey     |
| 273746 - | 2007 ET126               | 9 marzo 2007     | Mt. Lemmon Survey     |
| 273747 - | 2007 EG128               | 9 marzo 2007     | Mt. Lemmon Survey     |
| 273748 - | 2007 EL130               | 9 marzo 2007     | Mt. Lemmon Survey     |
| 273749 - | 2007 EX134               | 10 marzo 2007    | Mt. Lemmon Survey     |
| 273750 - | 2007 EL135               | 10 marzo 2007    | Mt. Lemmon Survey     |
| 273751 - | 2007 EV138               | 12 marzo 2007    | Spacewatch            |
| 273752 - | 2007 EZ138               | 12 marzo 2007    | Spacewatch            |
| 273753 - | 2007 ER139               | 12 marzo 2007    | Spacewatch            |
| 273754 - | 2007 EA141               | 12 marzo 2007    | Spacewatch            |
| 273755 - | 2007 EE143               | 12 marzo 2007    | Spacewatch            |
| 273756 - | 2007 EU144               | 12 marzo 2007    | Mt. Lemmon Survey     |
| 273757 - | 2007 EV144               | 12 marzo 2007    | Mt. Lemmon Survey     |
| 273758 - | 2007 ET145               | 12 marzo 2007    | Mt. Lemmon Survey     |
| 273759 - | 2007 EG146               | 12 marzo 2007    | Mt. Lemmon Survey     |
| 273760 - | 2007 EZ146               | 12 marzo 2007    | Mt. Lemmon Survey     |
| 273761 - | 2007 EP151               | 12 marzo 2007    | Mt. Lemmon Survey     |
| 273762 - | 2007 EE154               | 12 marzo 2007    | Spacewatch            |
| 273763 - | 2007 EW155               | 12 marzo 2007    | Spacewatch            |
| 273764 - | 2007 EH159               | 14 marzo 2007    | Mt. Lemmon Survey     |
| 273765 - | 2007 EP162               | 15 marzo 2007    | Mt. Lemmon Survey     |
| 273766 - | 2007 EH166               | 10 marzo 2007    | NEAT                  |
| 273767 - | 2007 EW167               | 13 marzo 2007    | Spacewatch            |
| 273768 - | 2007 EK169               | 13 marzo 2007    | Spacewatch            |
| 273769 - | 2007 EW170               | 15 marzo 2007    | Spacewatch            |
| 273770 - | 2007 EB180               | 14 marzo 2007    | Mt. Lemmon Survey     |
| 273771 - | 2007 EU181               | 14 marzo 2007    | Spacewatch            |
| 273772 - | 2007 EM182               | 14 marzo 2007    | Spacewatch            |
| 273773 - | 2007 EK191               | 13 marzo 2007    | Spacewatch            |
| 273774 - | 2007 ED192               | 13 marzo 2007    | Lin, C.-S., Ye, Q.-z. |
| 273775 - | 2007 EE196               | 15 marzo 2007    | Spacewatch            |
| 273776 - | 2007 ET198               | 10 marzo 2007    | CSS                   |
| 273777 - | 2007 EF202               | 9 marzo 2007     | CSS                   |
| 273778 - | 2007 EH207               | 14 marzo 2007    | LINEAR                |
| 273779 - | 2007 EY209               | 6 marzo 2007     | NEAT                  |
| 273780 - | 2007 EH211               | 8 marzo 2007     | NEAT                  |
| 273781 - | 2007 EP219               | 15 marzo 2007    | Spacewatch            |
| 273782 - | 2007 EU220               | 11 marzo 2007    | Mt. Lemmon Survey     |
| 273783 - | 2007 EY220               | 13 marzo 2007    | Spacewatch            |
| 273784 - | 2007 ED222               | 11 marzo 2007    | Mt. Lemmon Survey     |
| 273785 - | 2007 EQ223               | 10 marzo 2007    | Spacewatch            |
| 273786 - | 2007 FN                  | 16 marzo 2007    | Mt. Lemmon Survey     |
| 273787 - | 2007 FX                  | 16 marzo 2007    | Spacewatch            |
| 273788 - | 2007 FT2                 | 16 marzo 2007    | CSS                   |
| 273789 - | 2007 FO4                 | 18 marzo 2007    | Spacewatch            |
| 273790 - | 2007 FW4                 | 16 marzo 2007    | Spacewatch            |
| 273791 - | 2007 FG7                 | 16 marzo 2007    | LONEOS                |
| 273792 - | 2007 FJ11                | 16 marzo 2007    | Spacewatch            |
| 273793 - | 2007 FU11                | 17 marzo 2007    | Spacewatch            |
| 273794 - | 2007 FW15                | 19 marzo 2007    | CSS                   |
| 273795 - | 2007 FN17                | 20 marzo 2007    | Spacewatch            |
| 273796 - | 2007 FM18                | 19 marzo 2007    | OAM                   |
| 273797 - | 2007 FV18                | 20 marzo 2007    | Mt. Lemmon Survey     |
| 273798 - | 2007 FT19                | 20 marzo 2007    | Mt. Lemmon Survey     |
| 273799 - | 2007 FW21                | 20 marzo 2007    | Spacewatch            |
| 273800 - | 2007 FH22                | 20 marzo 2007    | Spacewatch            |

## 273801-273900
| Nome             | Designazione provvisoria | Data di scoperta | Scopritore             |
| ---------------- | ------------------------ | ---------------- | ---------------------- |
| 273801 -         | 2007 FG23                | 20 marzo 2007    | Spacewatch             |
| 273802 -         | 2007 FG24                | 20 marzo 2007    | Spacewatch             |
| 273803 -         | 2007 FX24                | 20 marzo 2007    | Spacewatch             |
| 273804 -         | 2007 FB26                | 20 marzo 2007    | Mt. Lemmon Survey      |
| 273805 -         | 2007 FU26                | 20 marzo 2007    | Spacewatch             |
| 273806 -         | 2007 FK27                | 20 marzo 2007    | Mt. Lemmon Survey      |
| 273807 -         | 2007 FE28                | 20 marzo 2007    | Mt. Lemmon Survey      |
| 273808 -         | 2007 FQ28                | 20 marzo 2007    | Mt. Lemmon Survey      |
| 273809 -         | 2007 FM31                | 20 marzo 2007    | Spacewatch             |
| 273810 -         | 2007 FL32                | 20 marzo 2007    | Spacewatch             |
| 273811 -         | 2007 FQ32                | 20 marzo 2007    | Spacewatch             |
| 273812 -         | 2007 FX32                | 20 marzo 2007    | Spacewatch             |
| 273813 -         | 2007 FU37                | 26 marzo 2007    | Spacewatch             |
| 273814 -         | 2007 FL38                | 29 marzo 2007    | NEAT                   |
| 273815 -         | 2007 FS38                | 25 marzo 2007    | Mt. Lemmon Survey      |
| 273816 -         | 2007 FA39                | 28 marzo 2007    | Siding Spring Survey   |
| 273817 -         | 2007 FM45                | 26 marzo 2007    | Mt. Lemmon Survey      |
| 273818 -         | 2007 FF48                | 20 marzo 2007    | Spacewatch             |
| 273819 -         | 2007 GY7                 | 7 aprile 2007    | Mt. Lemmon Survey      |
| 273820 -         | 2007 GY8                 | 7 aprile 2007    | Mt. Lemmon Survey      |
| 273821 -         | 2007 GP12                | 11 aprile 2007   | Spacewatch             |
| 273822 -         | 2007 GE19                | 11 aprile 2007   | Spacewatch             |
| 273823 -         | 2007 GC20                | 11 aprile 2007   | Spacewatch             |
| 273824 -         | 2007 GL21                | 11 aprile 2007   | Mt. Lemmon Survey      |
| 273825 -         | 2007 GT21                | 11 aprile 2007   | Mt. Lemmon Survey      |
| 273826 -         | 2007 GV21                | 11 aprile 2007   | Mt. Lemmon Survey      |
| 273827 -         | 2007 GZ21                | 11 aprile 2007   | Mt. Lemmon Survey      |
| 273828 -         | 2007 GF22                | 11 aprile 2007   | Mt. Lemmon Survey      |
| 273829 -         | 2007 GQ22                | 11 aprile 2007   | Mt. Lemmon Survey      |
| 273830 -         | 2007 GS22                | 11 aprile 2007   | Mt. Lemmon Survey      |
| 273831 -         | 2007 GZ22                | 11 aprile 2007   | Mt. Lemmon Survey      |
| 273832 -         | 2007 GB23                | 11 aprile 2007   | Mt. Lemmon Survey      |
| 273833 -         | 2007 GM23                | 11 aprile 2007   | Spacewatch             |
| 273834 -         | 2007 GO25                | 13 aprile 2007   | Siding Spring Survey   |
| 273835 -         | 2007 GM27                | 14 aprile 2007   | Mt. Lemmon Survey      |
| 273836 Hoijyusek | 2007 GZ27                | 13 aprile 2007   | Ye, Q.-z., Lin, H.-C.  |
| 273837 -         | 2007 GK31                | 14 aprile 2007   | Spacewatch             |
| 273838 -         | 2007 GP31                | 15 aprile 2007   | Mt. Lemmon Survey      |
| 273839 -         | 2007 GM37                | 14 aprile 2007   | Spacewatch             |
| 273840 -         | 2007 GN38                | 14 aprile 2007   | Spacewatch             |
| 273841 -         | 2007 GN39                | 14 aprile 2007   | Spacewatch             |
| 273842 -         | 2007 GC41                | 14 aprile 2007   | Spacewatch             |
| 273843 -         | 2007 GE41                | 14 aprile 2007   | Spacewatch             |
| 273844 -         | 2007 GZ41                | 14 aprile 2007   | Spacewatch             |
| 273845 -         | 2007 GG42                | 14 aprile 2007   | Spacewatch             |
| 273846 -         | 2007 GO42                | 14 aprile 2007   | Spacewatch             |
| 273847 -         | 2007 GZ42                | 14 aprile 2007   | Spacewatch             |
| 273848 -         | 2007 GO44                | 14 aprile 2007   | Spacewatch             |
| 273849 -         | 2007 GZ44                | 14 aprile 2007   | Spacewatch             |
| 273850 -         | 2007 GE45                | 14 aprile 2007   | Spacewatch             |
| 273851 -         | 2007 GB46                | 14 aprile 2007   | Spacewatch             |
| 273852 -         | 2007 GD47                | 14 aprile 2007   | Spacewatch             |
| 273853 -         | 2007 GL47                | 14 aprile 2007   | Mt. Lemmon Survey      |
| 273854 -         | 2007 GH48                | 14 aprile 2007   | Spacewatch             |
| 273855 -         | 2007 GK48                | 14 aprile 2007   | Spacewatch             |
| 273856 -         | 2007 GR50                | 15 aprile 2007   | Spacewatch             |
| 273857 -         | 2007 GL53                | 14 aprile 2007   | Mt. Lemmon Survey      |
| 273858 -         | 2007 GP53                | 14 aprile 2007   | Spacewatch             |
| 273859 -         | 2007 GD58                | 15 aprile 2007   | Spacewatch             |
| 273860 -         | 2007 GS59                | 15 aprile 2007   | Spacewatch             |
| 273861 -         | 2007 GK60                | 15 aprile 2007   | Spacewatch             |
| 273862 -         | 2007 GF64                | 15 aprile 2007   | Spacewatch             |
| 273863 -         | 2007 GK64                | 15 aprile 2007   | Spacewatch             |
| 273864 -         | 2007 GP67                | 15 aprile 2007   | Spacewatch             |
| 273865 -         | 2007 GB68                | 15 aprile 2007   | Spacewatch             |
| 273866 -         | 2007 GU70                | 15 aprile 2007   | Mt. Lemmon Survey      |
| 273867 -         | 2007 GO72                | 15 aprile 2007   | Mt. Lemmon Survey      |
| 273868 -         | 2007 GW72                | 2 gennaio 2006   | CSS                    |
| 273869 -         | 2007 GK73                | 15 aprile 2007   | CSS                    |
| 273870 -         | 2007 GP74                | 15 aprile 2007   | Mt. Lemmon Survey      |
| 273871 -         | 2007 GD75                | 15 aprile 2007   | Spacewatch             |
| 273872 -         | 2007 GK75                | 14 aprile 2007   | Spacewatch             |
| 273873 -         | 2007 GC76                | 15 aprile 2007   | Spacewatch             |
| 273874 -         | 2007 GO76                | 15 aprile 2007   | Spacewatch             |
| 273875 -         | 2007 HM                  | 17 aprile 2007   | Yeung, W. K. Y.        |
| 273876 -         | 2007 HM3                 | 16 aprile 2007   | LINEAR                 |
| 273877 -         | 2007 HU5                 | 16 aprile 2007   | CSS                    |
| 273878 -         | 2007 HN6                 | 16 aprile 2007   | LONEOS                 |
| 273879 -         | 2007 HQ7                 | 16 aprile 2007   | PMO NEO Survey Program |
| 273880 -         | 2007 HD11                | 18 aprile 2007   | Spacewatch             |
| 273881 -         | 2007 HD12                | 18 aprile 2007   | Spacewatch             |
| 273882 -         | 2007 HG12                | 19 aprile 2007   | Mt. Lemmon Survey      |
| 273883 -         | 2007 HF13                | 16 aprile 2007   | CSS                    |
| 273884 -         | 2007 HG14                | 19 aprile 2007   | Mt. Lemmon Survey      |
| 273885 -         | 2007 HV15                | 18 aprile 2007   | LUSS                   |
| 273886 -         | 2007 HS20                | 18 aprile 2007   | Spacewatch             |
| 273887 -         | 2007 HD26                | 18 aprile 2007   | Spacewatch             |
| 273888 -         | 2007 HH26                | 18 aprile 2007   | Spacewatch             |
| 273889 -         | 2007 HO27                | 18 aprile 2007   | Spacewatch             |
| 273890 -         | 2007 HW27                | 18 aprile 2007   | Spacewatch             |
| 273891 -         | 2007 HG28                | 18 aprile 2007   | Mt. Lemmon Survey      |
| 273892 -         | 2007 HL31                | 19 aprile 2007   | Spacewatch             |
| 273893 -         | 2007 HL33                | 19 aprile 2007   | LINEAR                 |
| 273894 -         | 2007 HT33                | 19 aprile 2007   | Spacewatch             |
| 273895 -         | 2007 HV35                | 19 aprile 2007   | Spacewatch             |
| 273896 -         | 2007 HZ37                | 20 aprile 2007   | Spacewatch             |
| 273897 -         | 2007 HN43                | 22 aprile 2007   | Mt. Lemmon Survey      |
| 273898 -         | 2007 HY44                | 18 aprile 2007   | Mt. Lemmon Survey      |
| 273899 -         | 2007 HV45                | 18 aprile 2007   | Mt. Lemmon Survey      |
| 273900 -         | 2007 HQ47                | 20 aprile 2007   | Spacewatch             |

## 273901-274000
| Nome                 | Designazione provvisoria | Data di scoperta | Scopritore               |
| -------------------- | ------------------------ | ---------------- | ------------------------ |
| 273901 -             | 2007 HM48                | 20 aprile 2007   | Spacewatch               |
| 273902 -             | 2007 HR48                | 20 aprile 2007   | Spacewatch               |
| 273903 -             | 2007 HU50                | 20 aprile 2007   | Spacewatch               |
| 273904 -             | 2007 HT51                | 20 aprile 2007   | Spacewatch               |
| 273905 -             | 2007 HU51                | 20 aprile 2007   | Spacewatch               |
| 273906 -             | 2007 HD54                | 22 aprile 2007   | Spacewatch               |
| 273907 -             | 2007 HT57                | 22 aprile 2007   | Mt. Lemmon Survey        |
| 273908 -             | 2007 HG59                | 18 aprile 2007   | Mt. Lemmon Survey        |
| 273909 -             | 2007 HV59                | 18 aprile 2007   | Mt. Lemmon Survey        |
| 273910 -             | 2007 HF62                | 22 aprile 2007   | Mt. Lemmon Survey        |
| 273911 -             | 2007 HM65                | 22 aprile 2007   | CSS                      |
| 273912 -             | 2007 HS65                | 22 aprile 2007   | CSS                      |
| 273913 -             | 2007 HB71                | 20 aprile 2007   | Spacewatch               |
| 273914 -             | 2007 HT71                | 22 aprile 2007   | Spacewatch               |
| 273915 -             | 2007 HG73                | 24 ottobre 2005  | Boattini, A.             |
| 273916 -             | 2007 HX73                | 22 aprile 2007   | CSS                      |
| 273917 -             | 2007 HB74                | 22 aprile 2007   | CSS                      |
| 273918 -             | 2007 HE76                | 30 novembre 2005 | Spacewatch               |
| 273919 -             | 2007 HP77                | 23 aprile 2007   | Spacewatch               |
| 273920 -             | 2007 HL78                | 23 aprile 2007   | CSS                      |
| 273921 -             | 2007 HT85                | 24 aprile 2007   | Spacewatch               |
| 273922 -             | 2007 HO88                | 20 aprile 2007   | Spacewatch               |
| 273923 -             | 2007 HJ90                | 22 aprile 2007   | Siding Spring Survey     |
| 273924 -             | 2007 HO90                | 24 aprile 2007   | CSS                      |
| 273925 -             | 2007 HF96                | 16 aprile 2007   | CSS                      |
| 273926 -             | 2007 JJ1                 | 7 maggio 2007    | Spacewatch               |
| 273927 -             | 2007 JH3                 | 6 maggio 2007    | Spacewatch               |
| 273928 -             | 2007 JN3                 | 6 maggio 2007    | Spacewatch               |
| 273929 -             | 2007 JH4                 | 7 maggio 2007    | Spacewatch               |
| 273930 -             | 2007 JJ4                 | 7 maggio 2007    | CSS                      |
| 273931 -             | 2007 JY4                 | 7 maggio 2007    | Spacewatch               |
| 273932 -             | 2007 JQ10                | 7 maggio 2007    | Spacewatch               |
| 273933 -             | 2007 JX10                | 7 maggio 2007    | Spacewatch               |
| 273934 -             | 2007 JA13                | 7 maggio 2007    | Spacewatch               |
| 273935 -             | 2007 JS14                | 10 maggio 2007   | Mt. Lemmon Survey        |
| 273936 Tangjingchuan | 2007 JC16                | 9 maggio 2007    | LUSS                     |
| 273937 -             | 2007 JY17                | 7 maggio 2007    | Mt. Lemmon Survey        |
| 273938 -             | 2007 JX20                | 11 maggio 2007   | Mt. Lemmon Survey        |
| 273939 -             | 2007 JV21                | 10 maggio 2007   | Spacewatch               |
| 273940 -             | 2007 JJ22                | 7 maggio 2007    | CSS                      |
| 273941 -             | 2007 JB23                | 13 maggio 2007   | Hoenig, S. F., Teamo, N. |
| 273942 -             | 2007 JS23                | 7 maggio 2007    | LUSS                     |
| 273943 -             | 2007 JM26                | 9 maggio 2007    | Spacewatch               |
| 273944 -             | 2007 JX26                | 9 maggio 2007    | Spacewatch               |
| 273945 -             | 2007 JO27                | 9 maggio 2007    | CSS                      |
| 273946 -             | 2007 JH28                | 10 maggio 2007   | Spacewatch               |
| 273947 -             | 2007 JJ28                | 10 maggio 2007   | Spacewatch               |
| 273948 -             | 2007 JG34                | 10 maggio 2007   | LONEOS                   |
| 273949 -             | 2007 JG35                | 13 maggio 2007   | Mt. Lemmon Survey        |
| 273950 -             | 2007 JQ37                | 12 maggio 2007   | Spacewatch               |
| 273951 -             | 2007 JA40                | 13 maggio 2007   | Mt. Lemmon Survey        |
| 273952 -             | 2007 JZ40                | 13 maggio 2007   | Spacewatch               |
| 273953 -             | 2007 JR41                | 12 maggio 2007   | Mt. Lemmon Survey        |
| 273954 -             | 2007 JV41                | 13 maggio 2007   | Mt. Lemmon Survey        |
| 273955 -             | 2007 JD45                | 7 maggio 2007    | Spacewatch               |
| 273956 -             | 2007 JH45                | 12 maggio 2007   | Mt. Lemmon Survey        |
| 273957 -             | 2007 JK45                | 10 maggio 2007   | LONEOS                   |
| 273958 -             | 2007 KK1                 | 17 maggio 2007   | Spacewatch               |
| 273959 -             | 2007 KX1                 | 18 maggio 2007   | Young, J. W.             |
| 273960 -             | 2007 KR2                 | 20 maggio 2007   | CSS                      |
| 273961 -             | 2007 KC4                 | 23 maggio 2007   | Yeung, W. K. Y.          |
| 273962 -             | 2007 KQ4                 | 21 maggio 2007   | Spacewatch               |
| 273963 -             | 2007 KO5                 | 21 maggio 2007   | CSS                      |
| 273964 -             | 2007 KS7                 | 16 maggio 2007   | Siding Spring Survey     |
| 273965 -             | 2007 KY8                 | 25 maggio 2007   | CSS                      |
| 273966 -             | 2007 KE9                 | 26 maggio 2007   | Siding Spring Survey     |
| 273967 -             | 2007 LW1                 | 7 giugno 2007    | Spacewatch               |
| 273968 -             | 2007 LH3                 | 8 giugno 2007    | Spacewatch               |
| 273969 -             | 2007 LK4                 | 8 giugno 2007    | Spacewatch               |
| 273970 -             | 2007 LH5                 | 9 giugno 2007    | Spacewatch               |
| 273971 -             | 2007 LK8                 | 9 giugno 2007    | Spacewatch               |
| 273972 -             | 2007 LP8                 | 9 giugno 2007    | Spacewatch               |
| 273973 -             | 2007 LA9                 | 8 giugno 2007    | CSS                      |
| 273974 -             | 2007 LB9                 | 8 giugno 2007    | CSS                      |
| 273975 -             | 2007 LD9                 | 8 giugno 2007    | Spacewatch               |
| 273976 -             | 2007 LN13                | 10 giugno 2007   | Spacewatch               |
| 273977 -             | 2007 LE15                | 9 giugno 2007    | Broughton, J.            |
| 273978 -             | 2007 LJ15                | 11 giugno 2007   | OAM                      |
| 273979 -             | 2007 LH20                | 9 giugno 2007    | Spacewatch               |
| 273980 -             | 2007 LJ21                | 12 giugno 2007   | Spacewatch               |
| 273981 -             | 2007 LY21                | 12 giugno 2007   | Spacewatch               |
| 273982 -             | 2007 LL22                | 13 giugno 2007   | Spacewatch               |
| 273983 -             | 2007 LK23                | 13 giugno 2007   | Spacewatch               |
| 273984 -             | 2007 LW23                | 14 giugno 2007   | Spacewatch               |
| 273985 -             | 2007 LZ24                | 14 giugno 2007   | Spacewatch               |
| 273986 -             | 2007 LQ29                | 15 giugno 2007   | Spacewatch               |
| 273987 Greggwade     | 2007 LQ30                | 11 giugno 2007   | Balam, D. D.             |
| 273988 -             | 2007 MF7                 | 18 giugno 2007   | Spacewatch               |
| 273989 -             | 2007 MU7                 | 18 giugno 2007   | Spacewatch               |
| 273990 -             | 2007 MR13                | 18 giugno 2007   | Spacewatch               |
| 273991 -             | 2007 MX16                | 21 giugno 2007   | Spacewatch               |
| 273992 -             | 2007 MZ16                | 21 giugno 2007   | Spacewatch               |
| 273993 -             | 2007 MO24                | 23 giugno 2007   | Spacewatch               |
| 273994 Cinqueterre   | 2007 NH1                 | 11 luglio 2007   | Casulli, V. S.           |
| 273995 -             | 2007 OB                  | 16 luglio 2007   | Young, J. W.             |
| 273996 -             | 2007 OQ                  | 17 luglio 2007   | Hug, G.                  |
| 273997 -             | 2007 OT2                 | 20 luglio 2007   | Hoenig, S. F., Teamo, N. |
| 273998 -             | 2007 OF4                 | 19 luglio 2007   | OAM                      |
| 273999 -             | 2007 OO10                | 18 luglio 2007   | Mt. Lemmon Survey        |
| 274000 -             | 2007 PF1                 | 4 agosto 2007    | Bickel, W.               |